# Воденице
Воденице су насељено мјесто у општини Вишеград, Република Српска, БиХ. Према попису становништва из 1991. у насељу је живјело 59 становника.

## Историја
Насеље је настало 1981. издвајањем дијела из насеља Родић Брдо.

## Становништво
| Демографија- | Демографија- | Демографија- |
| Година       | Становника   | Становника   |
| ------------ | ------------ | ------------ |
| 1981.        | 0            |              |
| 1991.        | 59           |              |